# Sam Phran (huyện)
Sam Phran (tiếng Thái: สามพราน, cũng viết Sampran và Samphran), là huyện (amphoe) cực nam của tỉnh Nakhon Pathom, Thái Lan.

## Lịch sử
Huyện được thành lập năm 1896, lúc đó tên là huyện Talat Mai. Huyện này đã được đổi tên thành Sam Phran năm 1917.

## Địa lý
Huyện này giáp các huyện (từ phía bắc theo chiều kim đồng hồ) là: Mueang Nakhon Pathom, Nakhon Chai Si và Phutthamonthon của tỉnh Nakhon Pathom, Thawi Watthana và Nong Khaem của Bangkok, Krathum Baen và Ban Phaeo của tỉnh Samut Sakhon, và Bang Phae của tỉnh Ratchaburi.
Nguồn nước chính ở huyện này là sông Tha Chin và sông Nakhon Chai Si.

## Hành chính
Huyện này được chia thành 16 phó huyện (tambon), các đơn vị này lại được chia ra thành 137 làng (muban). Sam Phran là một thị xã (thesaban mueang) còn Om Yai là một đô thị phó huyện (thesaban tambon). Có 15 Tổ chức hành chính tambon.
| STT | Tên           | Thai     | Số làng | Dân số |
| --- | ------------- | -------- | ------- | ------ |
| 1.  | Tha Kham      | ท่าข้าม    | 6       | 9.880  |
| 2.  | Song Khanong  | ทรงคนอง  | 6       | 4.140  |
| 3.  | Hom Kret      | หอมเกร็ด  | 6       | 8.015  |
| 4.  | Bang Krathuek | บางกระทึก | 8       | 9.470  |
| 5.  | Bang Toei     | บางเตย   | 7       | 4.016  |
| 6.  | Sam Phran     | สามพราน  | 9       | 12.430 |
| 7.  | Bang Chang    | บางช้าง   | 11      | 7.638  |
| 8.  | Rai Khing     | ไร่ขิง     | 14      | 22,406 |
| 9.  | Tha Talat     | ท่าตลาด   | 10      | 14.848 |
| 10. | Krathum Lom   | กระทุ่มล้ม  | 9       | 16.398 |
| 11. | Khlong Mai    | คลองใหม่  | 7       | 11.326 |
| 12. | Talat Chinda  | ตลาดจินดา | 11      | 7.397  |
| 13. | Khlong Chinda | คลองจินดา | 14      | 11.579 |
| 14. | Yai Cha       | ยายชา    | 6       | 7.102  |
| 15. | Ban Mai       | บ้านใหม่   | 5       | 9.142  |
| 16. | Om Yai        | อ้อมใหญ่   | 8       | 15.775 |